# The Complete Budokan 1978
The Complete Budokan 1978 es un álbum en directo del músico estadounidense Bob Dylan, publicado por la compañía discográfica Columbia Records el 17 de noviembre de 2023.

## Grabación
Grabado los días 28 de febrero y 1 de marzo de 1978, los conciertos tuvieron lugar en el Nippon Budokan de Tokio al inicio de la gira mundial de 1978. La grabación incluye audio de dos de los conciertos para el álbum en directo Bob Dylan at Budokan, publicado en 1978. La colección incluye un set de cuatro discos con todas las canciones restauradas y remezcladas que Dylan tocó en los dos conciertos en el Budokan, incluyendo una grabación previamente inédita del tema "The Man in Me".

## Lista de canciones
| Disco 1 |                               |          |  |
| N.º     | Título                        | Duración |  |
| 1.      | «A Hard Rain's a-Gonna Fall»  | 4:32     |  |
| 2.      | «Repossession Blues»          | 2:49     |  |
| 3.      | «Mr. Tambourine Man»          | 5:26     |  |
| 4.      | «I Threw It All Away»         | 5:25     |  |
| 5.      | «Shelter from the Storm»      | 4:44     |  |
| 6.      | «Love Minus Zero/No Limit»    | 4:16     |  |
| 7.      | «Girl from the North Country» | 5:02     |  |
| 8.      | «Ballad of a Thin Man»        | 4:44     |  |
| 9.      | «Maggie's Farm»               | 5:04     |  |
| 10.     | «To Ramona»                   | 4:40     |  |
| 11.     | «Like a Rolling Stone»        | 6:33     |  |
| 12.     | «I Shall Be Released»         | 4:28     |  |
| 13.     | «Is Your Love in Vain?»       | 5:00     |  |
| 14.     | «Going, Going, Gone»          | 4:03     |  |
| 66:46   |                               |          |  |

| Disco 2 |                                         |          |  |
| N.º     | Título                                  | Duración |  |
| 1.      | «One of Us Must Know (Sooner or Later)» | 4:32     |  |
| 2.      | «Blowin' in the Wind»                   | 4:31     |  |
| 3.      | «Just Like a Woman»                     | 5:02     |  |
| 4.      | «Oh, Sister»                            | 4:40     |  |
| 5.      | «Simple Twist of Fate»                  | 4:16     |  |
| 6.      | «You're a Big Girl Now»                 | 5:32     |  |
| 7.      | «All Along the Watchtower»              | 4:13     |  |
| 8.      | «I Want You»                            | 2:31     |  |
| 9.      | «All I Really Want to Do»               | 3:57     |  |
| 10.     | «Tomorrow Is a Long Time»               | 4:23     |  |
| 11.     | «Don't Think Twice, It's All Right»     | 5:08     |  |
| 12.     | «Band Introductions»                    | 2:40     |  |
| 13.     | «It's Alright, Ma (I'm Only Bleeding)»  | 6:34     |  |
| 14.     | «Forever Young»                         | 7:18     |  |
| 15.     | «The Times They Are A-Changin'»         | 5:02     |  |
| 70:19   |                                         |          |  |

| Disco 3 |                                         |          |  |
| N.º     | Título                                  | Duración |  |
| 1.      | «A Hard Rain's A-Gonna Fall»            | 4:05     |  |
| 2.      | «Love Her with a Feeling»               | 2:52     |  |
| 3.      | «Mr. Tambourine Man»                    | 5:04     |  |
| 4.      | «I Threw It All Away»                   | 5:17     |  |
| 5.      | «Love Minus Zero / No Limit»            | 4:05     |  |
| 6.      | «Shelter from the Storm»                | 4:51     |  |
| 7.      | «Girl from the North Country»           | 4:17     |  |
| 8.      | «Ballad of a Thin Man»                  | 4:48     |  |
| 9.      | «Maggie's Farm»                         | 5:31     |  |
| 10.     | «One More Cup of Coffee (Valley Below)» | 3:28     |  |
| 11.     | «Like a Rolling Stone»                  | 6:50     |  |
| 12.     | «I Shall Be Released»                   | 4:23     |  |
| 13.     | «Is Your Love in Vain?»                 | 4:14     |  |
| 14.     | «Going, Going, Gone»                    | 4:04     |  |
| 63:49   |                                         |          |  |

| Disc 4 |                                                         |          |  |
| N.º    | Título                                                  | Duración |  |
| 1.     | «One of Us Must Know (Sooner or Later)»                 | 4:44     |  |
| 2.     | «Blowin' in the Wind»                                   | 4:35     |  |
| 3.     | «Just Like a Woman»                                     | 5:06     |  |
| 4.     | «Oh, Sister»                                            | 4:57     |  |
| 5.     | «I Don't Believe You (She Acts Like We Never Have Met)» | 4:23     |  |
| 6.     | «You're a Big Girl Now»                                 | 4:58     |  |
| 7.     | «All Along the Watchtower»                              | 3:27     |  |
| 8.     | «I Want You»                                            | 2:43     |  |
| 9.     | «All I Really Want Do Do»                               | 3:49     |  |
| 10.    | «Knockin' On Heaven's Door»                             | 4:09     |  |
| 11.    | «The Man In Me»                                         | 3:51     |  |
| 12.    | «Band Introductions»                                    | 1:56     |  |
| 13.    | «It's Alright, Ma (I'm Only Bleeding)»                  | 6:39     |  |
| 14.    | «Forever Young»                                         | 7:50     |  |
| 15.    | «The Times They Are A-Changin'»                         | 5:12     |  |
| 68:18  |                                                         |          |  |

## Posición en listas
| País                             | Posición |
| -------------------------------- | -------- |
| Bélgica (Ultratop flamenca)      | 49       |
| Japón (Oricon)                   | 22       |
| Japón (Billboard Japan)          | 20       |
| Escocia (Scottish Albums Chart)  | 22       |
| España (PROMUSICAE)              | 76       |
| Reino Unido (UK Album Downloads) | 6        |